# Референдум в ГДР (1954)
Референдум по вопросу о мирном договоре прошёл в ГДР 29 июня 1954 года. Избирателям было задан вопрос: «Вы за мирный договор и вывод оккупационных войск или за Европейское оборонное сообщество, Общий договор и удержание оккупационных войск ещё на 50 лет?». Первый вариант был одобрен 93,46 % избирателей.

## Результаты
| Вариант ответа                              | Голосов    | %     |
| ------------------------------------------- | ---------- | ----- |
| Мирный договор                              | 12 131 730 | 93,46 |
| Европейское оборонительное сообщество и пр. | 849 063    | 6,54  |
| Недействительных голосов                    | 416 844    | –     |
| Всего                                       | 13 397 640 | 100   |
| Зарегистрировано избирателей/явка           | 13,588,397 | 98,60 |
| Источник: Direct Democracy                  |            |       |